# Desimirovac
Desimirovac (cyr. Десимировац) – wieś w Serbii, w okręgu szumadijskim, w mieście Kragujevac. W 2011 roku liczyła 1623 mieszkańców.